# فرانك ماير
كان فرانك ستراوس ماير (/ˈmaɪ.ər/ منذ عام 1909 وحتى عام 1972) فيلسوفًا أمريكيًا وناشطًا سياسيًا اشتهر بنظريته عن «الانصهارية» وهي فلسفة سياسية توحد عناصر الليبرالية والتقليدية في تركيب فلسفي يُفترض أنه تعريف لسياسة المحافظة الأمريكية الحديثة. نشاهد فلسفة ماير في مجموعتين، الأولى كتاب «في الدفاع عن الحرية: عقيدة محافظة» والثانية مجموعة من مقالاته «الاتجاه العام المحافظ» التي نشرت في عام 1969. لخّص إي. جاي ديون الابن الانصهارية على أنها «استخدام الوسائل الليبرالية في مجتمع محافظ من أجل الغايات التقليدية».

## فلسفة التاريخ
أهم مكان للبدء في فهم فكرة ماير هو مقال كتبه بعنوان «الحضارة الغربية: مشكلة الحرية السياسية» الذي يأتي في نهاية كتابه الذي نُشر في عام 1996 «في الدفاع عن الحرية والمقالات ذات الصلة». اعتبره فريدريش فون هايك مفكرًا ينتمي إلى مدرسة «العقلانية الناقدة» الفلسفية، والتي تُعتبر أكثر تجريبية مقارنة مع مدرسة «العقلانية البناءة»، ففهم ماير للتاريخ العالمي أمر محوري في فلسفته. تستند حجة ماير الأساسية بشكل صريح إلى كتاب الفيلسوف إريك فوجلين «النظام والتاريخ»، الذي يتكون من عدة أجزاء، والذي ينص على فكرة أن كل التاريخ العالمي حتى العصور الحديثة يتألف من مجتمعات «كونية» وحّدت كامل النشاط الاجتماعي تحت مجموعة من الخرافات المسيطرة على المجتمع والدولة. وصف ماير هذه المجتمعات بأنها «موحدة بإحكام» ضمن أعرافهم وثقافاتهم واقتصاداتهم ودينهم وحكومتهم، وتقمع جميع المفاهيم المتناقضة.
ومقلّدًا للورد أكتون في كتابه «الحرية في العصور القديمة»، وجد ماير حركتين تاريخيتين فقط خرجتا (ولو مؤقتًا) عن هذه الوحدة الكونية. في أثينا، استخدم سقراط رؤيته للكهف لاكتشاف واقع وراء واقعه الكوني الذي فُرض عليه تفسيره من قبل السلطات، وكان بذلك يتحداهم من خلال عرض الأشكال المثالية كمستودع حقيقي للحقيقة بعيدًا عن الأساطير. وكان التحدي كبيرًا للوحدة الكونية لدرجة أنها انقلبت على ملهمها وقتلته وعادت إلى حالة الوحدة السابقة. وبالمثل، رفض إبراهيم الوحدة الكونية في أور، وادعى وجود إله مستقل وأكثر قوة من الأسطورة، والتي عززها موسى بعد ذلك برفض المجتمع الكوني المصري، من أجل إنشاء القدس التي تحدى أنبياؤها الدولة والمجتمع أيضًا، وحاول ناثان إجبار الملك على الاعتراف بالشر والتوبة. ومع ذلك، تجاهل ممثلو سلطة الدولة أو قيدوا كل هؤلاء الذين تحدوهم، ومثلما يحدث دائمًا، أنهت دولة كونية جديدة، هي روما كلًا من هاتين الحركتين، وأقامت وحدة كونية أقوى.
وأصبح قيصر «رمز الكون المُقدس»، بحسب ما وصفه ماير يسيطر على العالم المعروف. حدث الشيء نفسه في الصين والهند وبلاد فارس والأمريكتين والباقي. لم تحلّ الأزمنة الحديثة هذه الوحدة، حتى صرخ صوت صغير في المناطق النائية في روما قائلاً «اجعل لقيصر الأشياء التي لقيصر ولله الأشياء التي لله». وصف ماير التجسّد بـ «وميض من الخلود داخل الزمن»، ورأى أن التجسّد قد خدم الوحدة بشكل فعال من خلال آثاره الملموسة، وأثبت أنه أكثر ديمومة في أوروبا من قيصر. ومع ذلك، لم يخلق وحدة جديدة بل أدى لحدوث «توتر» بين القوة الاختيارية والقوة الغامضة المستمدة من عالم آخر، بل وزادت من الأخير. يوجد في أوروبا «مجموعتان من التوترات» بين الكنيسة والدولة متنازع عليها، وزاد من هذه التوترات قيام المدن والبلدات والعقارات، وبلغت ذروتها في ماجنا كارتا التي طالبت بعدم وجود قوة واحدة توحد القوى الباقية، وخلق الظروف للحرية بموجب القانون المتفق عليه بدلاً من طريقة كونية واحدة تفرضها الدولة.

## وصلات خارجية
- فرانك ماير على موقع إن إن دي بي (الإنجليزية)